# Molophilus ursus
Molophilus ursus är en tvåvingeart som beskrevs av Alexander 1918. Molophilus ursus ingår i släktet Molophilus och familjen småharkrankar. Inga underarter finns listade i Catalogue of Life.